# 博尔附近圣博内
博尔附近圣博内（法語：Saint-Bonnet-près-Bort，法語發音：[sɛ̃ bɔnɛ pʁɛ bɔʁ]）是法国科雷兹省的一个市镇，属于于塞勒区。

## 地理
博尔附近圣博内（45°30'13"N, 2°24'59"E）面积17.14 平方千米，位于法国新阿基坦大区科雷兹省，该省份为法国中南部省份，北起上维埃纳省和克勒兹省，西接多爾多涅省，南至洛特省，东临多姆山省和康塔爾省。
与博尔附近圣博内接壤的市镇（或旧市镇、城区）包括：马尔热里德、圣艾蒂安欧克洛、圣埃克叙佩里-莱罗什、圣维克图尔、塔拉米、韦里耶尔、萨鲁-圣朱利安。

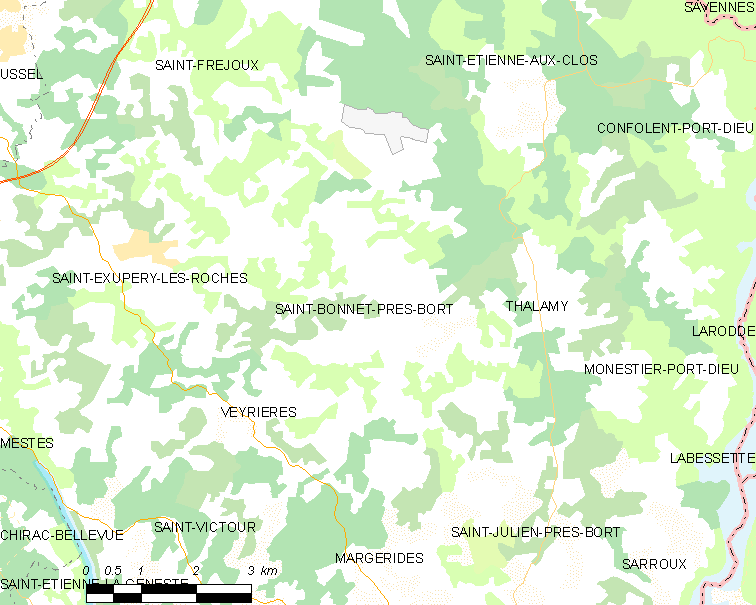
博尔附近圣博内的OSM定位图

博尔附近圣博内的时区为UTC+01:00、UTC+02:00（夏令时）。

## 行政
博尔附近圣博内的邮政编码为19200，INSEE市镇编码为19190。

## 政治
博尔附近圣博内所属的省级选区为上多尔多涅县。

## 人口

1962-2008年间博尔附近圣博内人口变化图示

博尔附近圣博内于2022年1月1日时的人口数量为188人。